# Henry A. Wallace
Henry Agard Wallace (Orient, Iowa, 7 de octubre de 1888-Danbury, Connecticut, 18 de noviembre de 1965) fue un político estadounidense. Llegó a ocupar los cargos de trigésimo tercer Vicepresidente de los Estados Unidos (1941–45), secretario de Agricultura (1933-40) y secretario de Comercio (1945-46). En la elección presidencial estadounidense de 1948, fue candidato por el Partido Progresista.

## Biografía
Wallace nació en una granja cerca de Orient, en el condado de Adair, Iowa y se graduó en el Iowa State College en Ames en 1910 como agrónomo. Desde 1910 y hasta 1924, trabajó como parte del personal de edición del Wallace's Farmer en Des Moines, y fue el principal editor de la publicación entre 1924 y 1929.
En 1914 Wallace, fundó la empresa Pioneer Hi-Bred, una corporación dedicada a la explotación e investigación agrícola, logrando éxito en sus negocios agropecuarios. Esa empresa fue comprada por DuPont Corporation en 1999. 
En 1933, el presidente Franklin D. Roosevelt nombró a Wallace secretario de Agricultura de los Estados Unidos, un puesto que su padre, Henry Cantwell Wallace, había ocupado desde 1921 hasta 1924. Wallace había sido un republicano liberal, pero apoyó el New Deal de Roosevelt y de pronto se integró al Partido Demócrata. Se desempeñó como secretario de Agricultura hasta septiembre de 1940, cuando renunció por haber sido nominado para la vicepresidencia como compañero de fórmula de Roosevelt en las elecciones presidenciales de 1940. 

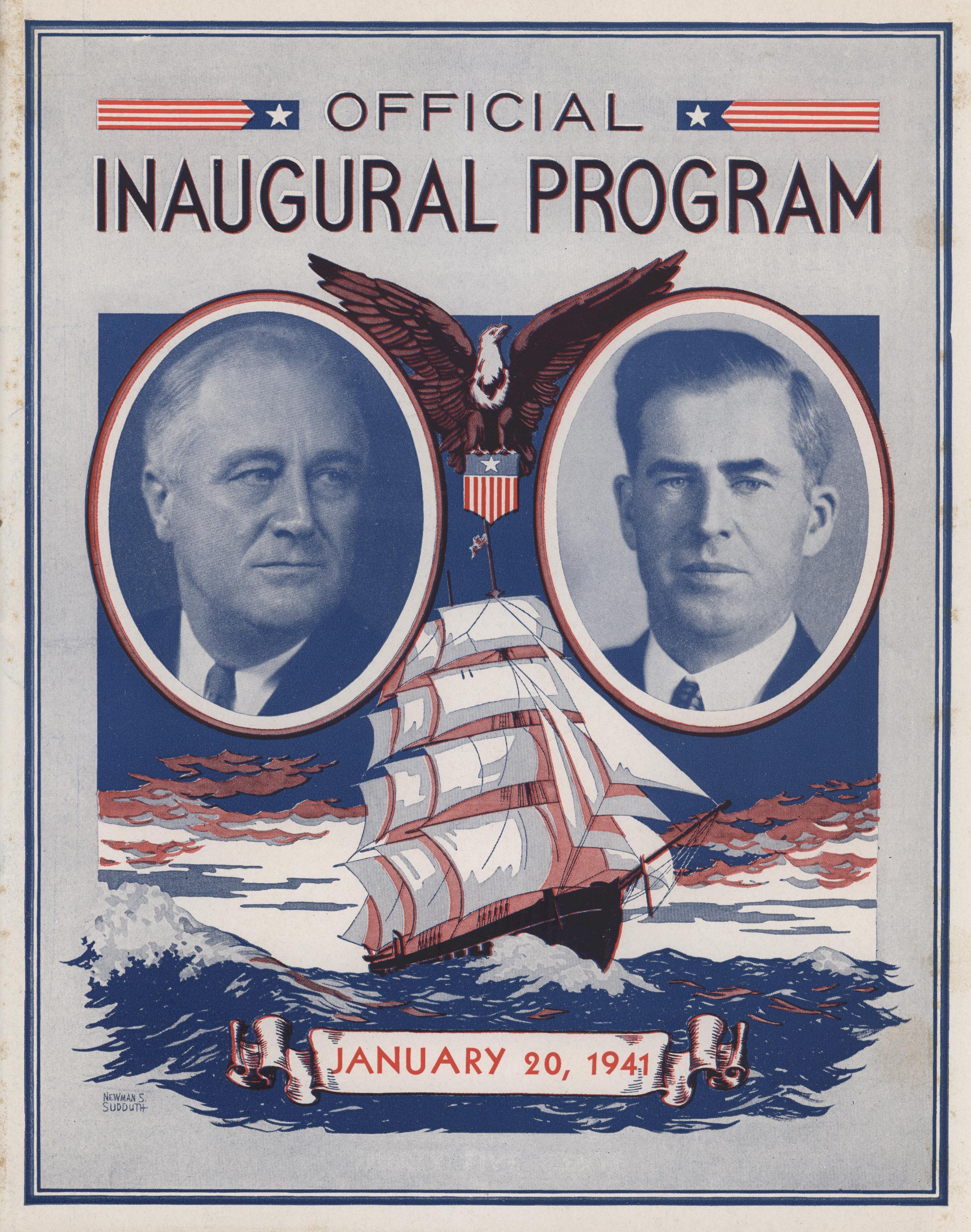
Afiche del acto de inauguración de Franklin D. Roosevelt y Henry A. Wallace en 1941.

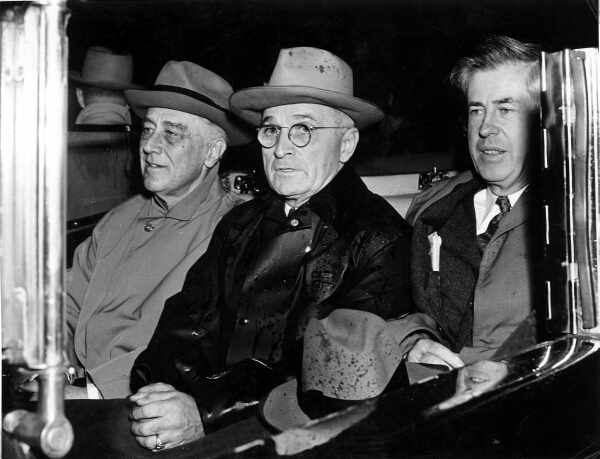
El presidente Roosevelt, el vicepresidente Truman y el exvicepresidente Wallace en noviembre de 1944.

Durante su mandato como secretario de Agricultura de los EE. UU. tuvo que seguir una estrategia muy impopular de matar ganado porcino y arrasar cultivos de algodón en las regiones rurales del país, para así impulsar artificialmente el precio de estos productos y mejorar así la situación financiera de los agricultores dentro de los proyectos económicos del New Deal. No obstante, las políticas de Wallace para elevar los precios (en vez de otorgar simples subsidios a los campesinos) dieron resultado en el mediano plazo.
Asimismo, durante la Segunda Guerra Mundial fue designado por Roosevelt para ejecutar viajes en misión diplomática hacia América Latina para afianzar alianzas entre los países latinoamericanos y EE. UU., buscando que los gobiernos de la región se alinearan también contra las potencias del Eje. 

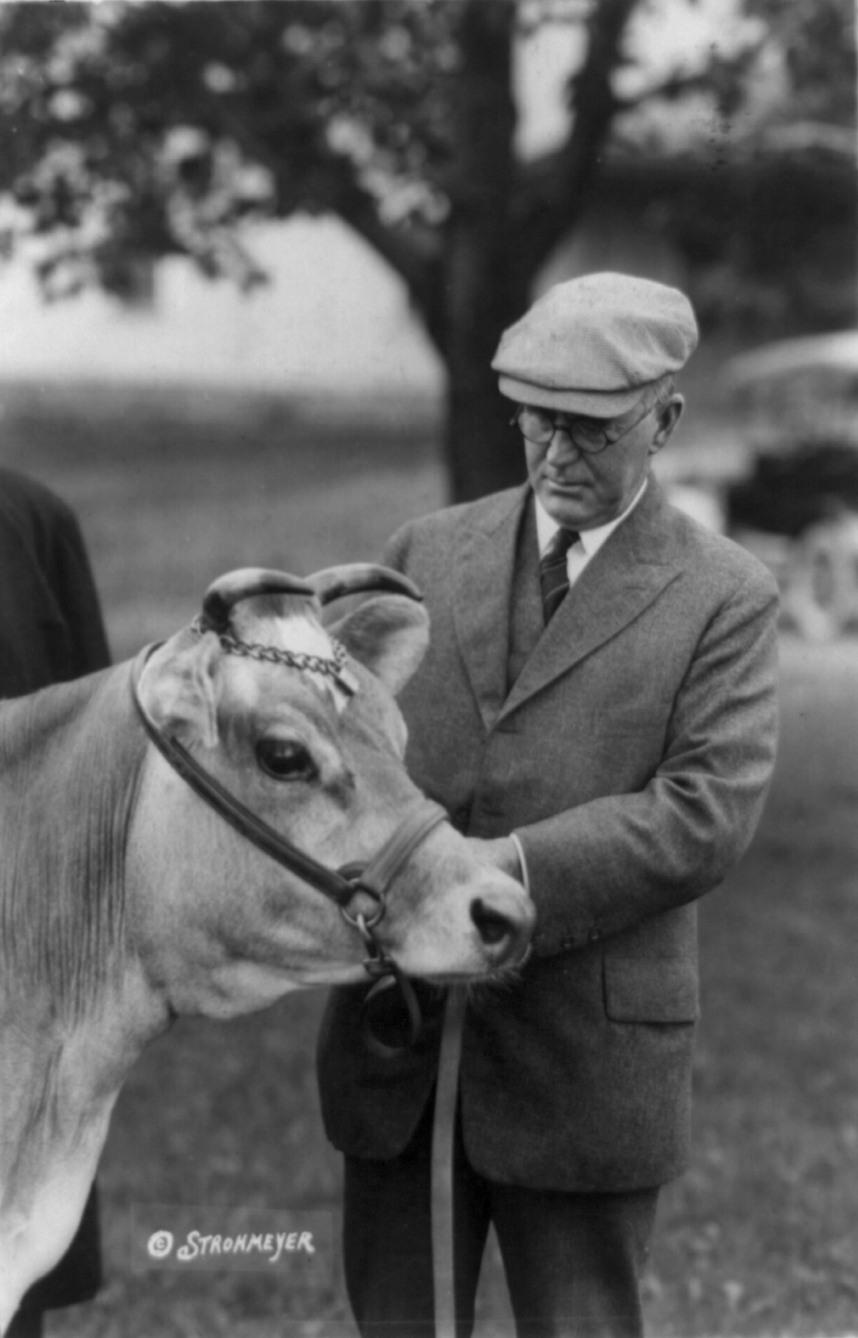
Wallace con una vaca.

Luego de concluir su mandato como vicepresidente tras las elecciones presidenciales de 1944, fue nombrado secretario de Comercio; ocupó ese puesto desde marzo de 1945 a septiembre de 1946, cuando fue destituido por el presidente Harry S. Truman, debido a desacuerdos entre Wallace y Truman sobre la política hacia la Unión Soviética. Wallace se convirtió entonces en el editor de la revista The New Republic, utilizando su posición para criticar fuertemente la política exterior de Truman, abogando para que los EE. UU. mantuvieran su alianza con la URSS como garantes de la estabilidad política de Europa, evitando todo acto hostil o de crítica que implicase romper relaciones con los soviéticos.
Wallace dejó su cargo editorial en 1948 para presentarse como candidato del Partido Progresista en las elecciones presidenciales de ese año. Con el senador demócrata por Idaho Glen H. Taylor como compañero de fórmula, su plataforma abogó por mantener las relaciones de amistad con la Unión Soviética, lograr el fin de la naciente Guerra Fría, oponerse a la segregación racial, el pleno derecho de voto para los afroamericanos y el seguro universal de salud. Su campaña fue inusual para su tiempo, ya que incluyó apariciones públicas de candidatos afroamericanos junto a candidatos blancos del Sur del país, y Wallace se negó a comparecer ante audiencias segregadas y comer o permanecer en establecimientos que hicieran diferencia entre negros y blancos.
Wallace fue respaldado por el Partido Comunista de los Estados Unidos, y su posterior negativa a repudiar públicamente cualquier ayuda de los militantes comunistas le costó el apoyo de muchos liberales anticomunistas y socialistas, como el escritor Norman Thomas. Cuando la campaña se hizo más dura en su contra, el propio Wallace fue acusado de estar bajo el control encubierto de los comunistas estadounidenses e incluso ser un agente de la KGB, mientras que intelectuales comunistas de Europa Oriental hicieron público su deseo que Wallace fuera el próximo presidente estadounidense, lo cual dañó mucho más su campaña. Al mismo tiempo, su prédica contra el racismo le hizo muy impopular en los estados rurales del Sur de los EE. UU., tradicional bastión de apoyo del Partido Demócrata al cual había pertenecido Wallace.
Finalmente, Wallace sufrió una derrota decisiva en la elección frente al demócrata Harry S. Truman, logrando apenas el cuarto lugar con el 2,4% del voto popular. La posterior guerra de Corea iniciada en 1950 causó que Wallace apoyara las políticas de Truman y se alejara de sus antiguos aliados comunistas estadounidenses que lo habían apoyado, rompiendo su relación con ellos. Wallace inclusive alegó haber aceptado el apoyo del Partido Comunista de los Estados Unidos por simple "desinformación" pero tras el inicio de la guerra en Corea abogaba por una oposición armada de EE. UU. contra Corea del Norte y sus aliados (la URSS y China). 
Wallace reanudó entonces sus actividades vinculadas a la agricultura y los negocios, y durante sus últimos años logró una serie de avances científicos en ese campo. El Henry A. Wallace Beltsville Agricultural Research Center, el mayor complejo de investigación agrícola en el mundo, lleva su nombre.

## Muerte
Henry Agard Wallace fue diagnosticado con esclerosis lateral amiotrófica (ELA) en 1964. Consultó a numerosos especialistas y probó varios métodos para tratar la enfermedad, afirmando: "Me considero un conejillo de indias con ELA, dispuesto a probar casi cualquier cosa". Wallace, retirado ya de la política, murió en Connecticut en 1965 a la edad de 77 años. Sus restos fueron incinerados y las cenizas enterradas en el cementerio de Glendale en Des Moines, Iowa. Debido a su exitosa carrera empresarial y sus sabias inversiones, dejó una propiedad valorada en decenas de millones de dólares.

## Libros escritos por Wallace
- Agricultural Prices  (1920)
- New Frontiers  (1934)
- America Must Choose  (1934)
- Statesmanship and Religion  (1934)
- Technology, Corporations, and the General Welfare  (1937)
- The Century of the Common Man  (1943)
- Democracy Reborn  (1944)
- Sixty Million Jobs  (1945)
- Toward World Peace  (1948)